# イチャテコ族
イチャテコ族（イチャテコぞく、Ichatec, Ixcatec）は、メキシコに住む少数民族。

## 居住地
メキシコ、オアハカ州北部の高山地帯に住んでいる。富の程度に応じて、瓦ぶきの石造りの家あるいはヤシぶきの小屋に住む。

## 生活
農業を生業とし、主食であるトウモロコシ、豆類、カボチャのほか、マゲイ（アガーベ属に属する多肉質の植物）、マドロニャにつく虫、ハチミツを食べる。
手工業として、ヤシ帽子編みが特に盛んである。